# David Vilaseca Pérez
David Vilaseca Pérez   (Barcelona, 6 de febrer de 1964 - 9 de febrer de 2010) fou un escriptor i filòleg català. Es llicencià en filologia per la Universitat de Barcelona. Des de 2003 impartia classes eventualment d'estudis hispànics i de crítica literària al Royal Holloway College de la Universitat de Londres, on estava especialitzat en literatura catalana i castellana (Jaime Gil de Biedma, Juan Goytisolo). Va fer estudis sobre l'homosexualitat a les autobiografies (queer theory). El 2007 va guanyar el Premi Andròmina de narrativa amb la novel·la L'aprenentatge de la soledat. Va morir a Londres quan anava en bicicleta, envestit per un camió.

## Obres
- Hindsight and the Real: Subjectivity in Gay Hispanic Autobiography (Berna: Peter Lang, 2003)
- The Apocryphal Subject: Masochism, Identification and Paranoia in Salvador Dalí's Autobiographical Writings (Nova York: Peter Lang, 2005)
- L'aprenentatge de la soledat (València: Edicions Tres i Quatre, 2007)
- El nen ferit (dins Els homes i els dies. Obra narrativa completa. Barcelona: L'Altra Editorial, 2017)